# Цукренко Олег Вікторович
Олег Вікторович Цукренко (більш відомий як Альберт Цукренко; нар. 16 серпня 1976, Суми) — український музикант, журналіст. Учасник гурту «Хамерман Знищує Віруси».

## Життєпис

### Навчання
Закінчив сумську школу № 12 (тепер гімназія № 1), медичний факультет СУМДУ. Володіє українською, російською та англійською мовами.

### Лікарняна практика
Після університету протягом пʼяти років працював лікарем функціональної діагностики у ВАТ «Сумихімпром».

### Музика
У 1995—1996 роках разом із другом Павлом Сипало пишуть електронну музику. Імпульсом до натхнення спершу був російський гурт «Технологія», але потім дізнавшись, що «Технологія» орієнтується на Depeche Mode, увага переключилася на британський колектив, а також на Альберта чимало вплинула творчість Девіда Бові.
У тих же роках знайомиться з представниками сумського музичного андеграунду: Михайлом Капустою, Аркадієм Поважним, Володимиром Пахолюком та ін..
Михайло Капуста у дитячому клубі «Промінь» організував рок-клуб, де по п'ятницях сумські «підвальні» гурти, а також окремі співаки робили концерти. Альберт співпрацює із деякими гуртами, допомагає записати альбом панк-гурту «Павлін-мавлін».
1996 року — за ініціативи Михайла Капусти організовується гурт «Хамерман знищує віруси», до складу якого входять: Михайло Капуста, Альберт Цукренко, Павло Сипало та Володимир Пахолюк. Гурт працює в стилях драм-н-бейс і технопанк.

### Київський період
2006 рік — Альберт переїжджає до Києва. На той час вже залишив медичну практику і працює журналістом різних журналів. Володимир Пахолюк та Михайло Капуста на той час вже кілька років мешкали у Києві.
З 2006 року — гурт «ХЗВ» вже київський.

#### Журналістика
В середині 2000 років Альберт працює заступником головного редактора в журналі «Time out Kiev». В 2009—2012 роках — головний редактор інтернетжурналу «Наш Київ», потім — редактор ділової газети «Капітал», в 2014—2017 роках — головний редактор порталу Cultprostir. В 2017—2018 роках — шеф-редактор суспільно-політичного напрямку телеканалу UA: Перший, редактор хвилі нової української музики на радіо Zemlya на ofr.fm. В 2019-2020-му в ефірі Громадського Телебачення виходила авторська програма «Альберт». В 2021 році Альберт Цукренко — сценарист і музичний редактор телешоу «Люта українізація з Антіном Мухарським» на «4 каналі». В його авторській рубриці «Бальзам на душу» досліджується історія «золотої ери» української естради 1950-1980-х років. Починаючи з грудня 2021-го року — шеф-редактор творчого об'єднання суспільно-політичних програм на телеканалі UA: Перший.
З жовтня 2023 року Альберт Цукренко почав вести передачу СучЦукрМуз на майданчику YouTube каналу hromadske.зміст. В цьому подкасті Альберт висвітлює різноманітні питання та запрошує до розмови різноманітних музикантів.
У березні 2024 року на Суспільному стартував подкаст Альберта Цукренка UnZip. У цьому подкасті Альберт разом зі своїми гостями слухають і обговорюють раритетні українські ретро-записи з архівів Українського радіо. В числі гостей програми побували такі відомі особистості як музиканти Євген Філатов (ONUKA, The Maneken), Марко Галаневич (ДахаБраха) та Катерина Павленко (Go_A), телеведуча та блогерка Ярослава Кравченко, фронтмен ВІА Кобза Валерій Вітер, медіа-аналітик Олексій Ковжун та інші. Подкаст отримав дві премії Слушно від Megogo у номінаціях «Найкращий подкаст про культуру й мистецтво» та «Найкращий історичний подкаст». Також UnZip отримав номінацію на міжнародному конкурсі PRIX EUROPA.
Починаючи з травня 2024 року Альберт Цукренко обіймає посаду головного редактора Департаменту аутсорсу та копродукції Суспільного Мовлення.
31 травня 2024 року на телеканалі Суспільне Культура вийшов документальний фільм Альберта Цукренка «Русифікація в стилі поп» про те, як Росія протягом десятків років використовує популярну культуру як зброю проти України. Альберт виступив у цьому проєкті в якості автора сценарію та ведучого, а спікерами в фільмі стали Коля Сєрга, Олександр Положинський, Саша Буль, Марія Туча, Олександр Варениця, Євген Рибчинський, Ігор Кондратюк, Віталій Козловський, Віктор Придувалов, Віталій Бардецький, Віталій Портников, Сергій Притула, Тетяна Микитенко, Яніна Соколова, Інна Совсун та Володимир В'ятрович.
2 грудня 2024 року Альберт став переможцем Muzvar Awards 2024 у категорії «музична журналістика».
6 грудня 2024 року на телеканалах Перший та Суспільне Культура відбулася прем'єра ще одного проєкту, знятого за сценарієм Альберта Цукренка — документального фільму «На честь» (режисер Олексій Мулявін, авторка ідеї Катерина Феленюк) про «іменні» підрозділи українських Сил оборони. Стрічка розповідає про те, як, за що і на честь кого бойові бригади і батальони отримують почесні імена та відповідну символіку. Закадровий текст у фільмі начитали поет, письменник, музикант і військовослужбовець Сергій Жадан і парамедикиня, захисниця «Азовсталі» Катерина «Пташка» Поліщук. У травні 2025 року фільм став переможцем журналістської премії «Честь професії» у номінації «Меморіальний матеріал року».

## Родина
Одружений, виховує двох доньок.